# هیدتو سوزوکی
هیدتو سوزوکی (به انگلیسی: Hideto Suzuki) بازیکن فوتبال اهل ژاپن و عضو تیم ملی فوتبال ژاپن است که در تاریخ ۲۸ ژوئن ۱۹۹۷ میلادی اولین بازی ملی‌اش را انجام داد. او در ۱ بازی ملی حضور داشت و آخرین بازی ملی خود را در تاریخ ۲۸ ژوئن ۱۹۹۷ میلادی انجام داد. هیدتو سوزوکی در بازی‌های ملی‌اش
گلی به ثمر نرساند.وی در ایران به خاطر گل اش به استقلال ایران در فینال لیگ قهرمانان آسیا ۱۹۹۹ شناخته شده است